# Distichophyllum apiculigerum
Distichophyllum apiculigerum är en bladmossart som beskrevs av Brotherus och Jean Édouard Gabriel Narcisse Paris 1911. Distichophyllum apiculigerum ingår i släktet Distichophyllum och familjen Hookeriaceae. Inga underarter finns listade i Catalogue of Life.